# Yew-Kwang Ng
Yew-Kwang Ng (kinesiska: 黄有光), född 1942, är en malaysisk-australisk nationalekonom och distingerad medlem av den australiska vetenskapsakademien. Ng har publicerat ett stort antal forskningsartiklar inom nationalekonomi samt inom andra akademiska områden, men är mest känd för sina bidrag inom välfärdsekonomi.

## Forskning
Ng har skrivit eller varit medförfattare till mer än 30 böcker och publicerat mer än tvåhundra refererade uppsatser inom ekonomi och artiklar om biologi, matematik, filosofi, kosmologi, psykologi och sociologi. Han introducerade begreppet välfärdsbiologi, för att beskriva forskning om hur djurs (inklusive vilda djurs) välfärd kan förbättras. Han publicerade sin första akademiska uppsats i Journal of Political Economy, en av de fem mest ansedda nationalekonomiska tidskrifterna, medan han fortfarande studerade på grundnivå.
Inom välfärdsekonomi är några av Ngs mest betydande bidrag:
- Teorin om det tredje bästa[7]

- (Med Murray Kemp): en vidareutveckling  av Arrows teorem för sociala preferenser definierade över en enskild preferens profil[8]
- En axiomatisering av utilitarism[9]

## Utmärkelser
Ng har fått ett antal utmärkelser som ett erkännande för sitt arbete. År 2007 utsågs han till en distingerad medlem av från The Economic Society of Australia, den högsta utmärkelsen som sällskapet ger. I hyllningen i samband med utmärkelsen beskrevs han som "en av Australiens viktigaste och mest internationellt kända ekonomer." Enligt Nobelpristagaren Kenneth Arrow är Ng "en av de ledande ekonomiska teoretikerna i sin generation" och Nobelpristagaren James Buchanan menar att Ng "gjort stora bidrag inom teoretisk välfärdsekonomi."